# Pteromalidae
Famille
Les Pteromalidae sont une famille de petits chalcidiens (hyménoptères apocrites térébrants de la super-famille des Chalcidoidea) qui sont en large majorité des insectes entomophages parasitoïdes d'autres insectes ou arthropodes. Certains d'entre eux sont utilisés en lutte biologique.

## Morphologie
Cette famille est difficile à caractériser et se définit par défaut par rapport aux autres familles de Chalcidoidea. Ils sont d'une taille variant de 1,2 à 6,7 mm, fréquemment d'un vert métallique. Leur antenne comporte de 8 à 13 segments. Un seul éperon aux tibias postérieurs.
Leurs caractéristiques communes sont :
- Éperon du tibia antérieur recourbé et fourchu.
- Tarse toujours à 5 articles.

Ils se différencient des Torymidae car :
- Extrémité du gaster normale.
- Rarement ovipositeur saillant.
- Pas de carène occipitale.

Ils se différencient des Eulophidae car :
- Formule tarsale différente.
- Tarse antérieur droit et non fourchu.
- Antenne ayant moins de 10 articles.

Se reporter au Glossaire des insectes pour la définition des divers termes employés dans cette page.

## Taxonomie
Les Pteromalidae sont divisés en 31 sous-familles :
- Asaphinae
- Austrosystasinae
- Austroterobiinae
- Ceinae
- Cerocephalinae
- Chromeurytominae
- Cleonyminae
- Coelocybinae
- Colotrechninae
- Cratominae
- Diparinae
- Ditropinotellinae
- Elatoidinae
- Erotolepsiinae
- Eunotinae
- Eutrichosomatinae
- Herbertiinae
- Keiraninae
- Leptofoeninae
- Louriciinae
- Macromesinae
- Miscogasterinae
- Nefoeninae
- Neodiparinae
- Ormocerinae
- Panstenoninae
- Parasaphodinae
- Pireninae
- Pteromalinae
- Spalangiinae

La phylogénie de ce groupe n'a été que peu étudiée et des remaniements taxonomiques sont en cours.
Au total, les Pteromalidae rassemblent plus de 3600 espèces éclatées en 850 genres : Asaphes, Amblymerus, Aydemia, Cerocephala, Coruna, Dipara, Homoporus, Pachyneuron, Scutellista, Psilocera, Psilonotus, Platyterma, Rhopalicus, Trichoglenus, Seladerma, Merisus, Norbanus, Eumacepolus, Lampoterma...

## Biologie
Ce sont des parasites solitaires ou grégaires de larves ou de pupes de diptères ou de coléoptères, hyménoptères, lépidoptères et siphonaptères. Beaucoup d'espèces attaquent des insectes protégés par le végétal (foreur de tiges, mineur de feuilles, insecte gallicole). 
- Spalangia musciclarum parasite les pupes de Musca, Stomoxys et Haematobia.
- Anaphes et Pachyneuron s'attaquent aux aphides (pucerons).
- Les Eunotinae sont parasitoïdes de cochenilles.
- Une espèce, Systellogaster ovivora parasite les oothèques de blattes (Parcoblatta spp) aux États-Unis et au Canada.

Certaines espèces sont plutôt prédatrices. D'autres sont hyperparasites : Asaphes est un hyperparasite de Pucerons.
Leur fécondité est élevée, de l'ordre de 600 à 700 œufs.

## Sous-famille Cleonynae
- Pronotum souvent assez long.
- Bord interne des yeux divergents.
- Vif éclat métallique.
- Formule antennaire : 1 1 1 7 3 (13 articles).

- Genre Aydemia (parasite de coléoptères ou hyménoptères xylophages)
  - Pronotum très long.
- Genre Cleonymus : très varié en Amérique du Sud.
  - Fémur postérieur épaissi mais :
  - Apex du gaster différent de celui d'un Torymidae
  - Présence d'un petit processus à l'apex de l'antenne.

## Sous-famille Louriciinae
- Pronotum très long.
- Nervure marginale de l'aile très longue, stigma très court.
- Massue et 3 articles fusionnés.
- Formule antennaire : 1 1 1 2 5 1 (10 articles).

Cette sous-famille parasite les œufs de Cerambycidae.

## Sous-famille Spalangiinae
- Formule antennaire : 1 1 1 0 7 3 (13 articles).
- Tête prognathe.
- Noir à faibles reflets métalliques.
- Pronotum allongé.

Cette sous-famille comprend peu d'espèces ; elle fut utilisée en lutte biologique contre les Stomox à la Réunion.

## Sous-famille Cerocephalinae
- Thorax entièrement lisse (pro et mésonotum).
- Antennes insérées souvent près de la bouche, sans annelus.
- Tête prognathe.

Cette sous-famille présente un intérêt économique contre les denrées stockées. Le genre concerné présente une touffe de soie sur l'aile à la base du stigma.

## Sous-famille Eunotinae
- Aspect assez globuleux.
- 4 ou 5 articles au funicule.
- Joues carénées postérieurement.
- Souvent, présence d'une carène occipitale.
- Souvent, présence de soies remarquable sur le thorax.

- Genre : Scutellista : le pronotum très développé recouvre le gaster.

Cette sous-famille parasite les Coccides.

## Sous-famille Diparinae
2 tribus, 20 genres, 100 espèces décrites.
- Formule antennaire : 1 1 1 7 3.
- Rarement des éclats métalliques
- Hanches postérieures striées
- Très grosses soies sur la tête et le thorax.
- Notaule se rejoignant presque.

Cette sous-famille habite la litière. Le genre Lelaps vie en Amérique du Sud et présente un gaster pétiolé avec le pétiole inséré dorsalement. (60 espèces décrites).

## Sous-famille Erotolepsiinae
- Petite taille.
- Soies bien développées sur le thorax.
- Formule antennaire : 1 1 1 6 3 (12 segments).
- Gaster avec une carène transverse à la base.

## Sous-famille Herbertiinae
- Éclat métallique
- Pas de carène sur le gaster.

Cette sous-famille parasite les diptères Agromyzidae qui sont des ravageurs des cultures importants.

## Sous-famille Asaphiinae
- Présence d'une carène occipitale
- Formule antennaire : 1 1 2 6 3.

Les espèces du genre Asaphes sont hyperparasitoïdes d'aphidiens car elles parasitent des Braconidae Aphidiinae ainsi que des Chalcidiens Aphelinidae, eux-mêmes parasites de ces aphidiens.
Des espèces du genre Bairamlia parasitent des puces : B. fuscipes sur Ceratophyllus wickhami, B. nidicola est sans doute parasite de Ceratophyllus gallinae, se rencontrant dans de nombreux nids d'oiseaux.

## Sous-famille Collotrechinae
- Axille saillant antérieurement.
- Sillons sublatéraux.

## Sous-famille Ormocerinae
- Notaule complets et profonds.
- Formule antennaire : 1 1 2 5 3 (12 articles).
- Antennes insérées assez haut, au-dessus de la ligne oculaire inférieure.
- Clypeus bien délimité par une suture.
- Nervure marginale jamais très longue.

Représenté surtout par le genre Systasis :
- Les axilles se rejoignent souvent.
- Pointe au bout du clypeus bien marquée (pointe intorine).
- Spéculum bien développé (partie glabre de l'aile).

Les Cystasis parasitent les cécidomyies formant les galles.

## Sous-famille Pireninae
Cette sous-famille parasite des larves de diptères Cecidomyiidae à travers le tissu des plantes où elles se trouvent.
Les genres sont Ecrizotes, Gastrancistrus, Macroglenes, Spathopus et Stenophrus.

## Utilisation en lutte biologique
- Catolaccus hunteri est utilisé aux États-Unis pour lutter contre Anthonomus eugenii qui ravage les espèces de piment.
- Hypera brunnipennis fut employé contre Coleophora spp sur la luzerne en Nouvelle-Zélande.
- Nasiona vitripennis qui parasite Calliphora a été envisagée pour lutter contre la mouche domestique (Musca domestica). Elle fut employée contre des Calliphoridae australiennes.
- Perniphora robusta a servi pour limiter une espèce de Scolytidae.
- Pteromalus puparum est utilisé en Espagne contre Pieris brassicae (lépidoptère) et fut introduit en Australie et Nouvelle-Zélande où il s'est établi.